# Buchanan (Libérie)
Buchanan, v minulosti někdy označované jako Grand Bassa, je třetí nejlidnatější město v Libérii. V roce 2008 zde žilo přibližně 34 tisíc obyvatel. Je správním městem Grand Bassa County, přičemž leží asi 110 kilometrů jihovýchodně od liberijského hlavního města Monrovie na pobřeží Atlantského oceánu (nedaleko ústí řeky Saint John). Svůj název nese po bratranci amerického prezidenta Jamese Buchanana a prvním oficiálním guvernérovi Libérie (v letech 1839 až 1841) Thomasi Buchananovi.
Během první občanské války v Libérii město sloužilo jako útočiště pro tisíce migrantů, kteří do města uprchli z oblastí bojů. Díky své unikátní poloze na pobřeží Atlantského oceánu se zde nachází písečné pláže a laguny. Rozšířený je zde rybolov.